# Daniel Podence
Daniel Castelo Podence (Oeiras, 21 ottobre 1995) è un calciatore portoghese, attaccante dell'Al-Shabab.

## Carriera

### Club
Inizia la sua carriera calcistica nelle giovanili dello Sporting Lisbona facendo il suo esordio in prima squadra nel 2017. Successivamente passa in prestito per 6 mesi alla squadra Moreirense, terminando la sua avventura con la squadra Portoghese il 31 gennaio 2017. Dopo un altro anno nella sua squadra del cuore, lo Sporting, passa per 7 milioni alla squadra greca Olympiakos, dove giocherà per due stagioni, partecipando all’Europa League ,per poi passare, per 19 milioni alla squadra Inglese Wolverhampton. Raggiunge, con quest’ultima le 105 presenze in tutte le competizioni, rimanendoci fino al 5 settembre 2023, dove, dopo 3 anni, passa in prestito nuovamente all’Olympiakos. Al termine del prestito, torna in Inghilterra, dove gioca l'inizio di stagione con il Wolverhampton.
Il 2 settembre 2024, nell'ultimo giorno di calciomercato in Arabia Saudita, viene acquistato a titolo definitivo dall'Al-Shabab, squadra della Saudi Pro League.

### Nazionale
Ha giocato nelle nazionali giovanili portoghesi Under-16, Under-18, Under-19, Under-20 ed Under-21; nel 2020 ha esordito in nazionale maggiore.

## Statistiche
Aggiornato al 3 febbraio 2025

### Presenze e reti nei club
| Stagione             | Squadra              | Campionato           | Campionato | Campionato | Coppe nazionali | Coppe nazionali | Coppe nazionali | Coppe continentali | Coppe continentali | Coppe continentali | Altre coppe | Altre coppe | Altre coppe | Totale | Totale |
| Stagione             | Squadra              | Comp                 | Pres       | Reti       | Comp            | Pres            | Reti            | Comp               | Pres               | Reti               | Comp        | Pres        | Reti        | Pres   | Reti   |
| -------------------- | -------------------- | -------------------- | ---------- | ---------- | --------------- | --------------- | --------------- | ------------------ | ------------------ | ------------------ | ----------- | ----------- | ----------- | ------ | ------ |
| 2014-2015            | Sporting Lisbona     | PL                   | 0          | 0          | TP+CdL          | 1+4             | 0+0             | UCL+UEL            | 0+0                | 0+0                | -           | -           | -           | 5      | 0      |
| 2015-2016            | Sporting Lisbona     | PL                   | 0          | 0          | TP+CdL          | 0+1             | 0+0             | UCL+UEL            | 0+0                | 0+0                | SP          | 0           | 0           | 1      | 0      |
| 2016-gen. 2017       | Moreirense           | PL                   | 14         | 4          | TP+CdL          | 0+3             | 0+0             | -                  | -                  | -                  | -           | -           | -           | 17     | 4      |
| gen.-giu. 2017       | Sporting Lisbona     | PL                   | 13         | 0          | TP+CdL          | 0+0             | 0+0             | -                  | -                  | -                  | -           | -           | -           | 13     | 0      |
| 2017-2018            | Sporting Lisbona     | PL                   | 12         | 0          | TP+CdL          | 4+3             | 0+0             | UCL+UEL            | 1+0                | 0+0                | -           | -           | -           | 20     | 0      |
| Totale Sporting      | Totale Sporting      | Totale Sporting      | 25         | 0          |                 | 13              | 0               |                    | 1                  | 0                  |             | 0           | 0           | 39     | 0      |
| 2018-2019            | Olympiacos           | SLE                  | 27         | 5          | CG              | 2               | 2               | UEL                | 12                 | 1                  | -           | -           | -           | 41     | 8      |
| 2019-gen. 2020       | Olympiacos           | SLE                  | 15         | 3          | CG              | 0               | 0               | UCL                | 12                 | 2                  | -           | -           | -           | 27     | 5      |
| gen.-ago. 2020       | Wolverhampton        | PL                   | 9          | 1          | FACup+CdL       | 0+0             | 0+0             | UEL                | 4                  | 0                  | -           | -           | -           | 13     | 1      |
| 2020-2021            | Wolverhampton        | PL                   | 24         | 3          | FACup+CdL       | 0+1             | 0+0             | -                  | -                  | -                  | -           | -           | -           | 25     | 3      |
| 2021-2022            | Wolverhampton        | PL                   | 26         | 2          | FACup+CdL       | 2+2             | 2+2             | -                  | -                  | -                  | -           | -           | -           | 30     | 6      |
| 2022-2023            | Wolverhampton        | PL                   | 32         | 6          | FACup+CdL       | 1+4             | 0+0             | -                  | -                  | -                  | -           | -           | -           | 37     | 6      |
| 2023-2024            | Olympiacos           | SLE                  | 31         | 11         | CG              | 2               | 0               | UEL+UECL           | 6+8                | 3+1                | -           | -           | -           | 47     | 15     |
| Totale Olympiacos    | Totale Olympiacos    | Totale Olympiacos    | 73         | 19         |                 | 4               | 2               |                    | 38                 | 7                  |             | -           | -           | 115    | 28     |
| ago.-set. 2024       | Wolverhampton        | PL                   | 2          | 0          | FACup+CdL       | 0+1             | 0+0             | -                  | -                  | -                  | -           | -           | -           | 3      | 0      |
| Totale Wolverhampton | Totale Wolverhampton | Totale Wolverhampton | 103        | 12         |                 | 11              | 4               |                    | 4                  | 0                  |             | -           | -           | 108    | 16     |
| 2024-2025            | Al-Shabab            | SPL                  | 8          | 1          | KC              | 1               | 1               | -                  | -                  | -                  | -           | -           | -           | 9      | 2      |
| Totale carriera      | Totale carriera      | Totale carriera      | 191        | 36         |                 | 32              | 7               |                    | 43                 | 7                  |             | 0           | 0           | 268    | 50     |

### Cronologia presenze e reti in nazionale
| Cronologia completa delle presenze e delle reti in nazionale ― Portogallo | Cronologia completa delle presenze e delle reti in nazionale ― Portogallo | Cronologia completa delle presenze e delle reti in nazionale ― Portogallo | Cronologia completa delle presenze e delle reti in nazionale ― Portogallo | Cronologia completa delle presenze e delle reti in nazionale ― Portogallo | Cronologia completa delle presenze e delle reti in nazionale ― Portogallo | Cronologia completa delle presenze e delle reti in nazionale ― Portogallo | Cronologia completa delle presenze e delle reti in nazionale ― Portogallo |
| Data                                                                      | Città                                                                     | In casa                                                                   | Risultato                                                                 | Ospiti                                                                    | Competizione                                                              | Reti                                                                      | Note                                                                      |
| ------------------------------------------------------------------------- | ------------------------------------------------------------------------- | ------------------------------------------------------------------------- | ------------------------------------------------------------------------- | ------------------------------------------------------------------------- | ------------------------------------------------------------------------- | ------------------------------------------------------------------------- | ------------------------------------------------------------------------- |
| 14-10-2020                                                                | Lisbona                                                                   | Portogallo                                                                | 3 – 0                                                                     | Svezia                                                                    | UEFA Nations League 2020-2021 - 1º turno                                  | -                                                                         | 75’                                                                       |
| Totale                                                                    |                                                                           | Presenze                                                                  | 1                                                                         |                                                                           | Reti                                                                      | 0                                                                         |                                                                           |

## Palmarès

### Club

#### Competizioni nazionali
- Coppa di Lega portoghese: 2

Moreirense: 2016-2017
Sporting Lisbona: 2017-2018

#### Competizioni internazionali
- UEFA Conference League: 1

Olympiakos: 2023-2024

### Individuale
- Squadra della stagione della UEFA Europa Conference League:1

2023-2024